# Pomnik Norodoma Sihanouka
Pomnik Norodoma Sihanouka – pomnik w centrum Phnom Penh upamiętniający króla Kambodży Norodoma Sihanouka. Został odsłonięty 11 października 2013 roku.

## Historia
Norodom Sihanouk zmarł 15 października 2012 roku w Pekinie. Mieszkańcy Kambodży mogli oddać cześć królowi, którego zabalsamowane zwłoki były wystawione w pałacu. Uroczystości pogrzebowe odbyły się w lutym 2013 roku i zakończyła je kremacja, a część prochów króla rozsypano u zbiegu rzek Mekong i Tônlé Sab. Wtedy też podjęto decyzję o budowie pomnika, którego koszt wyniósł 1,2 mln dolarów. Został on odsłonięty 11 października 2013 roku, a w uroczystości wziął udział król Norodom Sihamoni, jego matka Norodom Monineath, premier Kambodży Hun Sen, członkowie rządu, parlamentarzyści i ambasadorowie.
W rocznicę śmierci króla pod pomnikiem odbywają się uroczystości podczas których przedstawiciele władz i parlamentu składają wieńce.

## Opis
Pomnik został zbudowany w parku niedaleko Pomnika Niepodległości i Pałacu Pokoju będącego siedzibą premiera. Posąg wysoki na 4,5 metra wykonano z brązu. Został on umieszczony pod mającą 27 metrów stupą, czyli buddyjską budowlą pełniącą rolę relikwiarza.